# Pomnik Jana Pawła II w Gdańsku
Pomnik Jana Pawła II w Gdańsku – pomnik papieża Jana Pawła II na gdańskej Zaspie.

## Kalendarium
- 28 września 1998 Komisja ds. Sztuki Sakralnej pod przewodnictwem ks. Arcybiskupa Tadeusza Gocłowskiego zatwierdziła projekt i lokalizację pomnika Jana Pawła II. Lokalizację planowanego granitowego monumentu wyznaczono na placu Trzeciego Tysiąclecia w pobliżu kościoła Opatrzności Bożej, znajdującego się na gdańskiej Zaspie przy al. Jana Pawła II 48. Powołano też Komitet Budowy Pomnika Jana Pawła II.
- 4 maja 1999 na placu Trzeciego Tysiąclecia dokonano wmurowania aktu erekcyjnego pomnika.
- 4 czerwca 1999, w przededniu II wizyty Ojca Świętego w Gdańsku pomnik został uroczyście odsłonięty i poświęcony. Autorem granitowej rzeźby papieża o wysokości 4,8 m jest profesor gdańskiej ASP Mariusz Kulpa. Ideą artysty jest przedstawienie papieża w odniesieniu do słów Jezusa wypowiedzianych do św. Piotra: "Ty jesteś skała i na tej skale zbuduję mój Kościół". W odsłonięciu pomnika uczestniczyli: Marszałek Sejmu RP Maciej Płażyński oraz Przewodniczący Solidarności Marian Krzaklewski. Pomnik poświęcił Metropolita Gdański ks. Arcybiskup Tadeusz Gocłowski, który następnie przewodniczył mszy św. koncelebrowanej przez pięciu biskupów i wielu kapłanów[1].

W pobliżu pomnika znajduje się Park im. Jana Pawła II.